# Wer stirbt schon gerne unter Palmen
Wer stirbt schon gerne unter Palmen ist ein deutscher Abenteuer- und Actionfilm vor exotischer Kulisse aus dem Jahre 1974. Regie führte Alfred Vohrer.

## Handlung
Auf Ceylon, dem heutigen Sri Lanka, wird der reiche Plantagenbesitzer Pinaud brutal ermordet. Seine attraktive deutsche Frau Anne wird der Tat verdächtigt und von Inspektor Cerdan verhaftet. Er soll sie nach Colombo bringen. Doch das Flugzeug auf dem Weg dorthin gerät in einen schweren Sturm und stürzt wenig später ab. Anne Pinaud und Cerdan überleben als einzige der Besatzung und retten sich auf eine einsame Insel. Dort stoßen sie auf Werner Becker, der mit seiner Yacht Schiffbruch erlitten hat und hier ebenfalls gestrandet ist. 
Während Cerdan weiterhin Anne des Verbrechens für schuldig hält, glaubt Werner an ihre Unschuld. Bald lädt sich die Spannung zwischen den beiden Männern auf, und sie werden zu Rivalen um Annes Gunst. In einem Zweikampf auf Leben und Tod tötet Becker Cerdan. Inzwischen ist die Suche nach den Vermissten des Flugzeugabsturzes in vollem Gange. Schließlich hat man Erfolg, die beiden Überlebenden werden gefunden. Anne wird nach Ceylon überstellt. Dann wird der wahre Mörder des Plantagenbesitzers endlich gefasst, und Anne kann in die Arme Beckers zurückkehren.

## Produktionsnotizen
Der Film entstand zwischen dem 27. April und dem 30. Mai 1974 in Zusammenarbeit mit Ceylon Tours, Colombo auf Sri Lanka und den Malediven. Die Uraufführung fand am 11. September 1974 in München statt.
Die Vorlage zu diesem Film war ein Roman von Heinz G. Konsalik.
Die Bauten entwarf Niko Matul, die Kostüme Ina Stein.
Fälschlicherweise wird dieser Film auch häufig unter der Frageform Wer stirbt schon gerne unter Palmen? geführt, das Filmplakat weist jedoch eindeutig den Filmtitel ohne Fragezeichen aus.

## Kritik
Das Lexikon des Internationalen Films urteilte: „Eine Mischung aus Krimielementen und Liebesaffäre vor malerischer Kulisse.“